# Elecciones municipales de Huamanga de 1989
Las elecciones municipales de Huamanga de 1989 se llevaron a cabo el 12 de noviembre de 1989 para elegir al alcalde y al Concejo Provincial de Huamanga para el periodo 1990-1992. La elección se celebró simultáneamente con elecciones municipales (provinciales y distritales) en todo el país.
Los comicios estuvieron profundamente marcados por un contexto de violencia. En septiembre, durante la campaña electoral, el alcalde de Huamanga Fermín Azparrent Taipe fue asesinado por miembros de la organización terrorista Sendero Luminoso. Este ataque desató un clima de miedo generalizado que resultó en una ola de renuncias entre los candidatos a la alcaldía y al concejo municipal. En medio de este tenso panorama, solo dos candidaturas lograron mantenerse: la de Abraham Macizo, del Partido Aprista Peruano, quien tuvo que huir a Lima tras ser víctima de un atentado en su contra, y la de Luis Huayta, quien fue inscrito apresuradamente como candidato de Izquierda Unida, en un contexto de disputas internas dentro de su organización.
El día de las elecciones también estuvo marcado por irregularidades y una intervención directa del gobierno. El presidente Alan García, presente en Huamanga con la finalidad de instar a la población a acudir a votar, ordenó la apertura de mesas de votación para transeúntes en respuesta a las protestas de ciudadanos que no pudieron votar debido a la lejanía de sus centros electorales. Sin embargo, el Jurado Nacional de Elecciones terminó declarando nulos los votos emitidos en estas mesas, señalando la falta de transparencia y control en el proceso.
Los resultados oficiales revelaron que Izquierda Unida se alzó nuevamente como la fuerza política más votada, y Luis Huayta fue considerado el alcalde electo de Huamanga, incluso recibiendo apoyo del propio presidente García. No obstante, la altísima proporción de votos en blanco y nulos, que superó el 70% del total de sufragios emitidos, llevó finalmente al Jurado Provincial de Huamanga a declarar la nulidad de las elecciones en toda la provincia y en casi todos los distritos.

## Sistema electoral
La Municipalidad Provincial de Huamanga es el órgano administrativo y de gobierno de la provincia de Huamanga. Está compuesta por el alcalde y el Concejo Provincial.
La votación del alcalde y el concejo se realiza en base al sufragio universal, que comprende a todos los ciudadanos nacionales mayores de dieciocho años, empadronados y residentes en la provincia de Huamanga y en pleno goce de sus derechos políticos, así como a los ciudadanos no nacionales residentes y empadronados en la provincia de Huamanga.
El Concejo Provincial de Huamanga está compuesto por 19 regidores elegidos por sufragio directo para un período de tres (3) años, en forma conjunta con la elección del alcalde (quien lo preside). La votación es por lista cerrada y bloqueada. Se asigna a la lista ganadora los escaños según el método d'Hondt o la mitad más uno, lo que más le favorezca.

## Composición del Concejo Provincial de Huamanga
La siguiente tabla muestra la composición del Concejo Provincial de Huamanga antes de las elecciones.
| Partidos | Partidos                | Regidores |
| -------- | ----------------------- | --------- |
|          | Izquierda Unida         | 11        |
|          | Partido Aprista Peruano | 8         |

## Partidos y candidatos
A continuación se muestra una lista de los principales partidos y alianzas electorales que participaron en las elecciones:
| Candidatura | Candidatura | Partidos y alianzas | Candidatos | Candidatos                | Ideología                                               | Resultado previo | Resultado previo | Ref. |
| Candidatura | Candidatura | Partidos y alianzas | Candidatos | Candidatos                | Ideología                                               | Votos (%)        | Reg.             | Ref. |
| ----------- | ----------- | --- | ---------- | ------------------------- | ------------------------------------------------------- | ---------------- | ---------------- | ---- |
|             | IU          | Lista - Izquierda Unida (IU) – Unión de Izquierda Revolucionaria (UNIR) – Partido Unificado Mariateguista (PUM) – Partido Comunista Peruano (PCP) – Frente Obrero Campesino Estudiantil y Popular (FOCEP) |            | Luis Huayta Cordero       | Marxismo-leninismo Mariateguismo Socialismo democrático | 51.07%           | 11               |      |
|             | APRA        | Lista - Partido Aprista Peruano (APRA) |            | Abraham Macizo Barrientos | Aprismo                                                 | 48.93%           | 8                |      |

## Resultados

### Sumario general
| Partidos y coaliciones | Partidos y coaliciones         | Voto popular | Voto popular | Voto popular | Regidores | Regidores |
| Partidos y coaliciones | Partidos y coaliciones         | Votos        | %            | ±pp          | Total     | +/−       |
| ---------------------- | ------------------------------ | ------------ | ------------ | ------------ | --------- | --------- |
|                        | Izquierda Unida (IU)           | 9,325        | 73.97        | +22.90       | 0         | n/a       |
|                        | Partido Aprista Peruano (APRA) | 3,281        | 26.03        | –22.90       | 0         | n/a       |
|                        |                                |              |              |              |           |           |
| Total                  | Total                          | 12,606       |              |              | 19        | ±0        |
|                        |                                |              |              |              |           |           |
| Votos válidos          | Votos válidos                  | 12,606       | 27.20        | –37.39       |           |           |
| Votos en blanco        | Votos en blanco                | 10,302       | 22.23        | +13.49       |           |           |
| Votos nulos            | Votos nulos                    | 23,442       | 50.58        | +23.92       |           |           |
| Votos emitidos         | Votos emitidos                 | 46,350       | n/d          | n/a          |           |           |
| Abstenciones           | Abstenciones                   | n/d          | n/d          | n/a          |           |           |
| Votantes registrados   | Votantes registrados           | n/d          |              |              |           |           |
|                        |                                |              |              |              |           |           |
| Fuente:                |                                |              |              |              |           |           |

## Elecciones municipales distritales

### Resultados por distrito
La siguiente tabla enumera el control de los distritos de la provincia de Huamanga. El cambio de mando de una organización política se resalta del color de ese partido.
| Distrito            | Alcalde(sa) titular         | Partido político           | Partido político               | Alcalde(sa) electo(a)                          | Partido político                               | Partido político                               |
| ------------------- | --------------------------- | -------------------------- | ------------------------------ | ---------------------------------------------- | ---------------------------------------------- | ---------------------------------------------- |
| Acocro              | Elecciones anuladas         | Elecciones anuladas        | Elecciones anuladas            | Elecciones municipales complementarias de 1991 | Elecciones municipales complementarias de 1991 | Elecciones municipales complementarias de 1991 |
| Acos Vinchos        | Sin información disponible  | Sin información disponible | Sin información disponible     | Sin información disponible                     | Sin información disponible                     | Sin información disponible                     |
| Carmen Alto         | Enrique Chipana Quispe      |                            | Izquierda Unida                | Sin información disponible                     | Sin información disponible                     | Sin información disponible                     |
| Chiara              | Dacio García Amorin         |                            | Izquierda Unida                | Dacio García Amorin                            |                                                | Izquierda Unida                                |
| Ocros               | Teodosio Quispe Tite        |                            | Partido Aprista Peruano        | Elecciones municipales complementarias de 1991 | Elecciones municipales complementarias de 1991 | Elecciones municipales complementarias de 1991 |
| Pacaycasa           | Leonidas Núñez Mercado      |                            | Partido Aprista Peruano        | Sin información disponible                     | Sin información disponible                     | Sin información disponible                     |
| Quinua              | Guillermo Aparicio Enríquez |                            | Lista Independiente 7 de Junio | Elecciones municipales complementarias de 1991 | Elecciones municipales complementarias de 1991 | Elecciones municipales complementarias de 1991 |
| San José de Ticllas | Sin información disponible  | Sin información disponible | Sin información disponible     | Sin información disponible                     | Sin información disponible                     | Sin información disponible                     |
| San Juan Bautista   | Teófilo Vilca Cacñahuaray   |                            | Partido Aprista Peruano        | Elecciones municipales complementarias de 1991 | Elecciones municipales complementarias de 1991 | Elecciones municipales complementarias de 1991 |
| Santiago de Pischa  | Francisco Huamán Yauli      |                            | Izquierda Unida                | Sin información disponible                     | Sin información disponible                     | Sin información disponible                     |
| Socos               | Elecciones anuladas         | Elecciones anuladas        | Elecciones anuladas            | Sin información disponible                     | Sin información disponible                     | Sin información disponible                     |
| Tambillo            | Sin información disponible  | Sin información disponible | Sin información disponible     | Sin información disponible                     | Sin información disponible                     | Sin información disponible                     |
| Vinchos             | Elecciones anuladas         | Elecciones anuladas        | Elecciones anuladas            | Sin información disponible                     | Sin información disponible                     | Sin información disponible                     |